# Pavlovci (Słowenia)
Pavlovci – wieś w Słowenii, w gminie Ormož. 1 stycznia 2018 liczyła 207 mieszkańców.